# Peter Lax
Peter Lax (n. 1 mai 1926, Budapesta, Regatul Ungariei – d. 16 mai 2025, New York City, New York, SUA) a fost un matematician  câștigător al Premiului Abel în 2005.